# Gorgone hilaris
Gorgone hilaris är en fjärilsart som beskrevs av Walker 1865. Gorgone hilaris ingår i släktet Gorgone och familjen nattflyn. Inga underarter finns listade i Catalogue of Life.